# Municipio de Taft
El municipio de Taft (en inglés: Taft Township) es un municipio ubicado en el condado de Burleigh en el estado estadounidense de Dakota del Norte. En el año 2010 tenía una población de 32 habitantes y una densidad poblacional de 0,34 personas por km².

## Geografía
El municipio de Taft se encuentra ubicado en las coordenadas 46°46′18″N 100°15′29″O / 46.77167, -100.25806. Según la Oficina del Censo de los Estados Unidos, el municipio tiene una superficie total de 93.11 km², de la cual 92,74 km² corresponden a tierra firme y (0,39 %) 0,37 km² es agua.

## Demografía
Según el censo de 2010, había 32 personas residiendo en el municipio de Taft. La densidad de población era de 0,34 hab./km². De los 32 habitantes, el municipio de Taft estaba compuesto por el 100 % blancos. Del total de la población el 9,38 % eran hispanos o latinos de cualquier raza.